# Wigginton (North Yorkshire)
Wigginton – wieś i civil parish w Anglii, w hrabstwie ceremonialnym North Yorkshire, w dystrykcie (unitary authority) York. Leży 2 km na wschód od miasta York i 280 km na północ od Londynu. W 2011 roku civil parish liczyła 3610 mieszkańców. Wigginton jest wspomniana w Domesday Book (1086) jako Wichintun.